# Mireille Reymond
Pour les articles homonymes, voir Reymond.
Mireille Reymond, née à Lausanne en 1916 et morte le 25 janvier 2003, est une poète et écrivain vaudoise.

## Biographie
Mireille Reymond est la fille du pasteur William Cuendet, collectionneur de gravures de Dürer et Rembrandt. En 1960, Mireille Reymond publie un recueil de poésie Visage encore voilé (La Tramontane) ainsi que des poèmes et quelques articles dans des revues en Suisse romande et en France. En 1985 paraît aux éditions Ouverture Malgré la nuit.
Épouse du pasteur Philippe Reymond, mère de Dominique Reymond (1944) et Olivier Reymond (1946), Mireille Reymond-Cuendet décède le 25 janvier 2003.

## Sources
- « Mireille Reymond », sur la base de données des personnalités vaudoises sur la plateforme « Patrinum » de la Bibliothèque cantonale et universitaire de Lausanne.
- Mireille Reymond, Malgré la nuit, rabat de couverture par Pierre-Paul Clément, p. 13
- Fonds Reymond-Cuendet, Mireille [6 boîtes (0,6 m.l.)].  Cote : P069. Centre des littératures en Suisse romande (présentation en ligne).